# Lý sinh học
Lý sinh học (hay vật lý sinh học) là môn khoa học liên ngành, ứng dụng lý thuyết và phương pháp của khoa học vật lý vào các vấn đề sinh học.
Lý sinh học ngày nay bao gồm các nghiên cứu sinh học chuyên biệt, không chia sẻ chung một yếu tố định danh và ngành học này cũng không phụ thuộc vào một định nghĩa rõ ràng, chính xác. Phạm vi nghiên cứu của lý sinh học trải từ so sánh chuỗi đến mạng thần kinh. Trong những năm gần đây, lý sinh học còn nghiên cứu đến chế tạo chi cơ học và thiết bị nano để điều hoà chức năng sinh học. Ngày nay các nghiên cứu đó thường được xem là thuộc về lĩnh vực tương ứng của công nghệ sinh học và công nghệ nano.

## Tổng quan
Nghiên cứu truyền thống trong sinh học được tiến hành bằng các thí nghiệm tổng thể thống kê (statistical ensemble), dùng nồng độ mol của các đại phân tử. Vì các phân tử bên trong tế bào sống có số lượng ít, các kỹ thuật như khuếch đại PCR, thấm gel (gel blotting), gắn kết huỳnh quang và nhuộm in vivo được dùng để có thể xem kết quả thí nghiệm bằng mắt thường hoặc, it nhất, với thiết bị phóng đại quang học. Bằng các kỹ thuật này, nhà sinh học cố gắng làm sáng tỏ hệ thống tương tác phức tạp tạo ra các tiến trình cho sự sống. Lý sinh học cũng quan tâm đến những vấn đề tương tự trong sinh học, nhưng đặt ở mức độ một phân tử (nghĩa là số Reynolds thấp). Bằng cách áp dụng kiến thức và kỹ thuật thí nghiệm từ nhiều chuyên ngành, nhà lý sinh có thể quan sát gián tiếp hoặc mô hình hoá cấu trúc và tương tác của từng phân tử hay phức hợp phân tử.
Lý sinh học thường không có bộ môn riêng ở cấp đại học, mà hiện diện như là nhóm liên bộ môn giữa các lĩnh vực sinh học, sinh hoá học, hoá học, khoa học máy tính, toán học, y học, dược học, sinh lý học, vật lý học và khoa học thần kinh.

## Các chủ đề trong lý sinh học và các lĩnh vực liên quan
- Vận động động vật
- Lý sinh tế bào
- Kênh ion, thụ thể xuyên màng và chất chuyên chở phân tử
- Điện sinh lý học
- Màng tế bào
- Năng lượng sinh học
- Vận động phân tử
- Cơ và co cơ
- Axit nucleic
- Quang sinh vật lý và sinh photon học
- Protein
- Lắp ráp siêu phân tử
- Quang phổ học, kỹ thuật hình ảnh, v.v.
- Khoa học thần kinh hệ thống (systems neuroscience)
- Mã hoá thần kinh (neural encoding)
- Sinh cơ học (bionics)
- Màng polysulfur

## Các nhà lý sinh học nổi tiếng
- Luigi Galvani, nhà phát minh điện sinh học
- Hermann von Helmholtz, người đầu tiên đo vận tốc xung thần kinh
- Alan Hodgkin & Andrew Huxley, đưa ra các hiểu biết hiện đại về xung thần kinh
- Georg von Békésy, nghiên cứu tai người
- Bernard Katz, khám phá cách thức hoạt động của synapse
- Maurice Wilkins & Rosalind Franklin, tiên phong trong.[1] tinh thể học DNA
- Francis Crick, đồng phát minh cấu trúc DNA và mã di truyền
- Max Perutz & John Kendrew, tiên phong trong tinh thể học protein

## Các nhà lý sinh học đáng chú ý khác
- Adolf Eugen Fick, đưa ra định luật khuếch tán Fick và phương phá đo cung lương tim
- Howard Berg, miêu tả tính hoá hướng động của vi khuẩn
- Carlos Bustamante, nổi tiếng trong lĩnh vực sinh vật lý đơn phân tử liên quan đến vận động phân tử và vật lý polymer sinh học
- Friedrich Dessauer, nghiên cứu về phóng xạ, đặc biệt là  tia X
- Walter Friedrich
- Boris Rajewsky
- Mikhail Volkenshtein, Revaz Dogonadze & Zurab Urushadze, tác giả của Mô hình (Vật lý) Cơ học lượng tử của xúc tác enzyme
- John P. Wikswo, nghiên cứu về sinh học từ (biomagnetism)
- Douglas Warrick, nghiên cứu về sự bay của chim (hummingbird và bồ câu)